# Fürstentum Anhalt-Bernburg

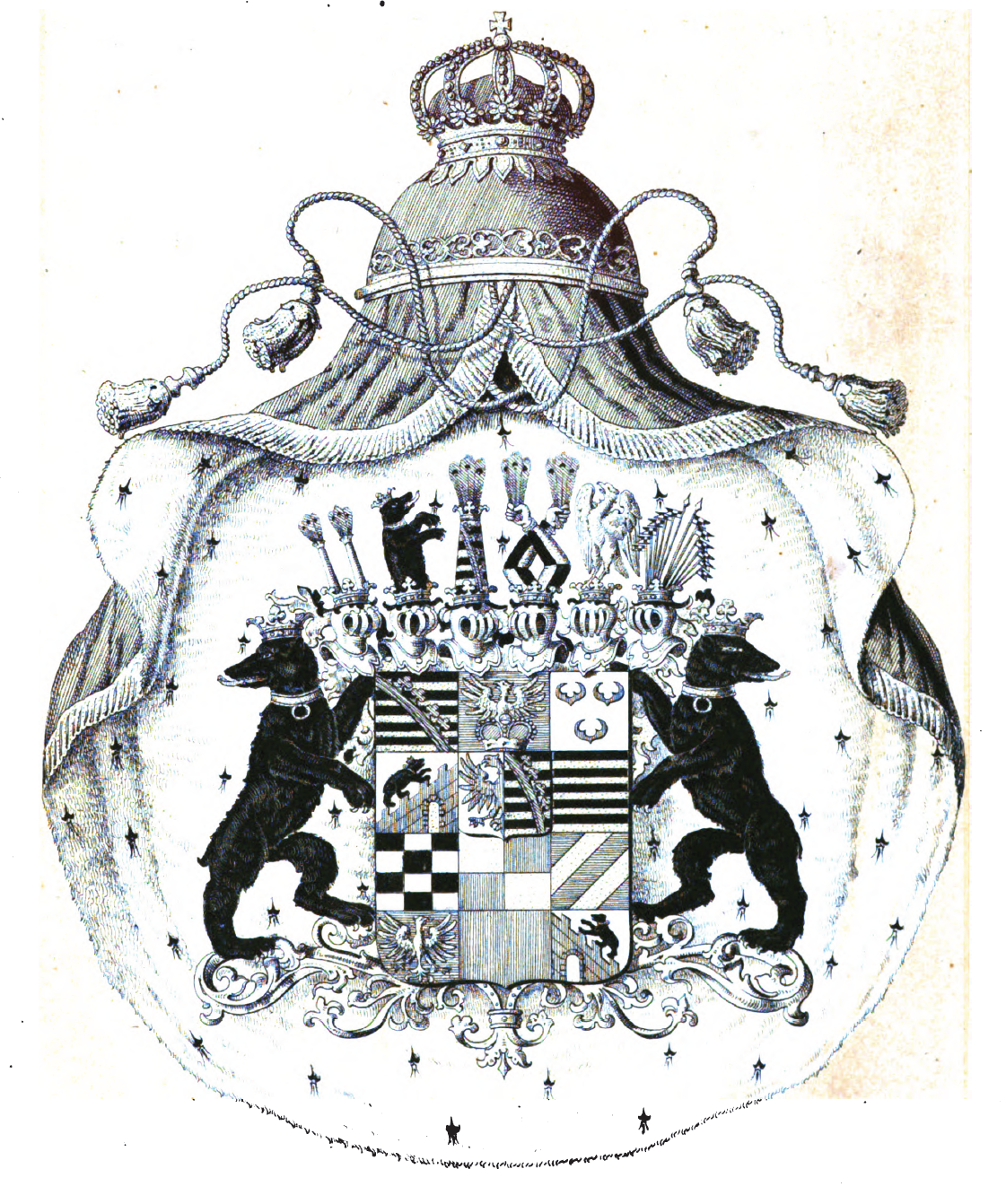
Wappen des Fürstentums

Das Fürstentum Anhalt-Bernburg war ein deutsches Fürstentum zur Zeit des Heiligen Römischen Reiches deutscher Nation, des Rheinbundes und des Deutschen Bundes. Es bestand unter diesem Namen von 1252 bis 1468 und von 1603 bis 1863. Dann wurde das Territorium in das Herzogtum Anhalt eingegliedert.

## Geschichte

Die anhaltischen Fürstentümer 1747 bis 1793

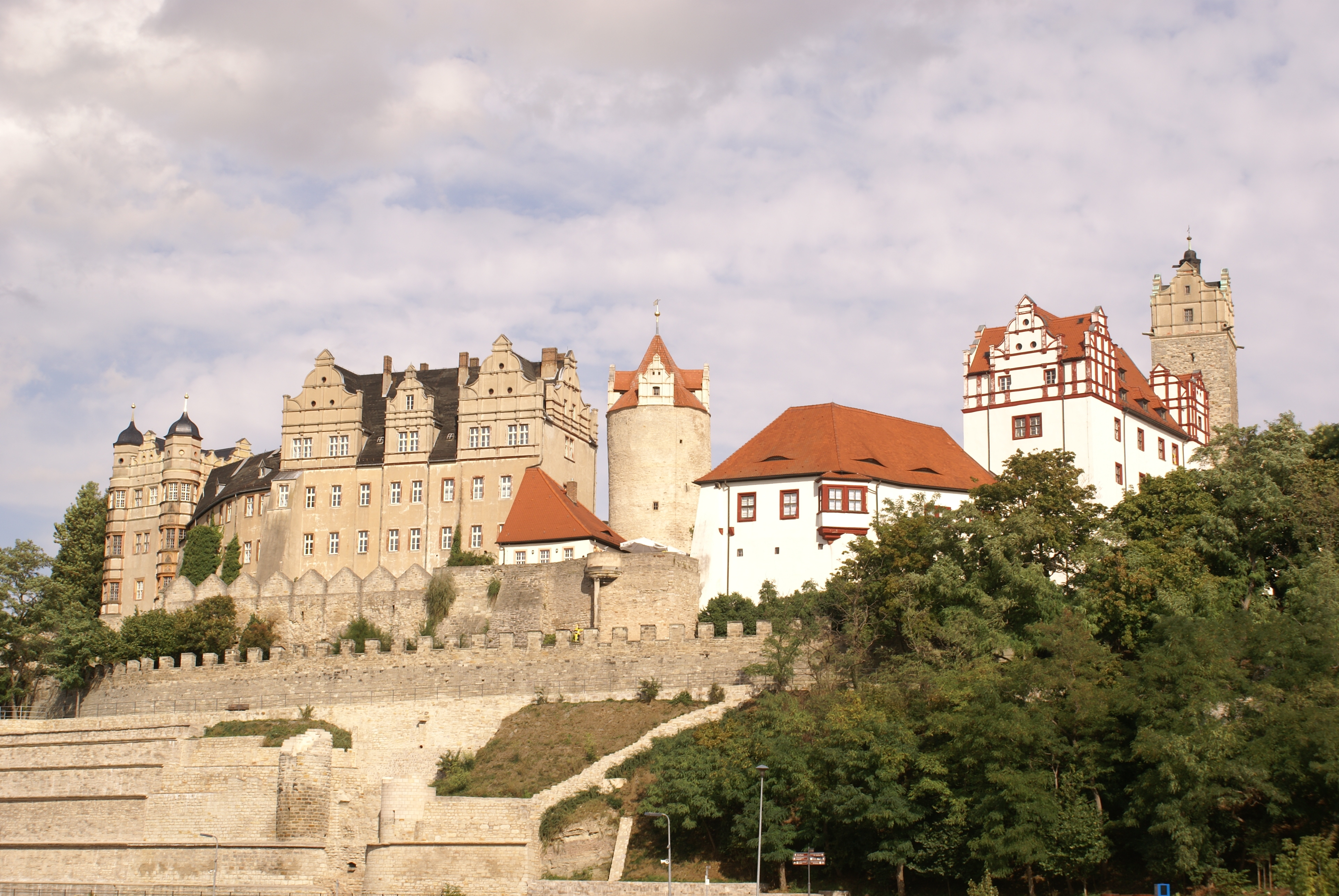
Schloss Bernburg

Das Fürstentum Anhalt-Bernburg entstand erstmals 1252 durch Erbteilung des Fürstentums Anhalt in Anhalt-Aschersleben, Anhalt-Bernburg und Anhalt-Zerbst. 1468 erlosch die regierende Fürstenfamilie im Mannesstamm, und Anhalt-Bernburg fiel an das Fürstentum Anhalt-Zerbst.
Das Fürstentum Anhalt-Bernburg entstand 1603 erneut durch Erbteilung von Anhalt-Zerbst in Anhalt-Dessau, Anhalt-Bernburg, Anhalt-Köthen, Anhalt-Plötzkau und Anhalt-Zerbst. Durch Erbteilung wurde 1635 das Fürstentum in Anhalt-Bernburg und Anhalt-Harzgerode aufgespalten; die beiden Teile wurden 1709 erneut vereinigt. Eine erneute Erbteilung erfolgte 1718 in Anhalt-Bernburg und Anhalt-Bernburg-Schaumburg-Hoym, wobei allerdings die Nebenlinie nur mit Gütern ausgestattet wurde (Paragium), über welche die Linie Anhalt-Bernburg die Landeshoheit behielt. 1806 kam es mit der Rheinbundakte zur Erhebung zum Herzogtum und 1812 zur Zusammenführung beider Teilterritorien. Seit 1815 war das Herzogtum Mitglied des Deutschen Bundes. 1847 fiel Anhalt-Köthen-Plötzkau an Anhalt-Bernburg. Mit dem Aussterben der Bernburger Linie 1863 wurde das Territorium mit dem Herzogtum Anhalt-Dessau vereinigt und es entstand das neue Herzogtum Anhalt mit der Hauptstadt Dessau.
Die Hauptstadt des Territoriums war Bernburg, Landesherren waren die askanischen Fürsten von Anhalt-Bernburg.

## Familienmitglieder
- Johann I. (Anhalt), Johann I. Fürst von Anhalt-Bernburg († 1291), deutscher Landesfürst aus dem Geschlecht der Askanier
- Bernhard II. (Anhalt-Bernburg) (* um 1260; † nach 26. Dezember 1323), regierender anhaltischer Landesfürst aus dem Geschlecht der Askanier

Anhalt-Bernburg-Harzgerode (1705)

- Anhalt-Bernburg-Harzgerode (1705) Bernhard III. (Anhalt) († 20. August 1348), regierender anhaltischer Landesfürst aus dem Geschlecht der Askanier
- Bernhard IV. (Anhalt) († 28. Juni 1354), regierender anhaltischer Landesfürst
- Christian I. (Anhalt-Bernburg) (1568–1630), regierender Fürst von Anhalt-Bernburg, ab 1595 Statthalter der Oberpfalz
- Ernst von Anhalt-Bernburg (1608–1632), Obrist im Dreißigjährigen Krieg
- Friedrich von Anhalt-Bernburg-Harzgerode (1613–1670), erster Fürst von Anhalt-Harzgerode
- Viktor I. Amadeus (Anhalt-Bernburg) (1634–1718), seit 1656 regierender Fürst von Anhalt-Bernburg
- Wilhelm (Anhalt-Harzgerode) (1643–1709), letzter Fürst von Anhalt-Harzgerode
- Karl Friedrich (Anhalt-Bernburg) (1668–1721), von 1718 bis 1721 regierender Fürst von Anhalt-Bernburg
- Elisabeth Albertine von Anhalt-Bernburg (1693–1774), durch Heirat Fürstin von Schwarzburg-Sondershausen
- Viktor II. Friedrich (Anhalt-Bernburg) (1700–1765), Fürst von Anhalt-Bernburg
- Friedrich Albrecht (Anhalt-Bernburg) (1735–1796), regierender Fürst von Anhalt-Bernburg aus dem Hause der Askanier

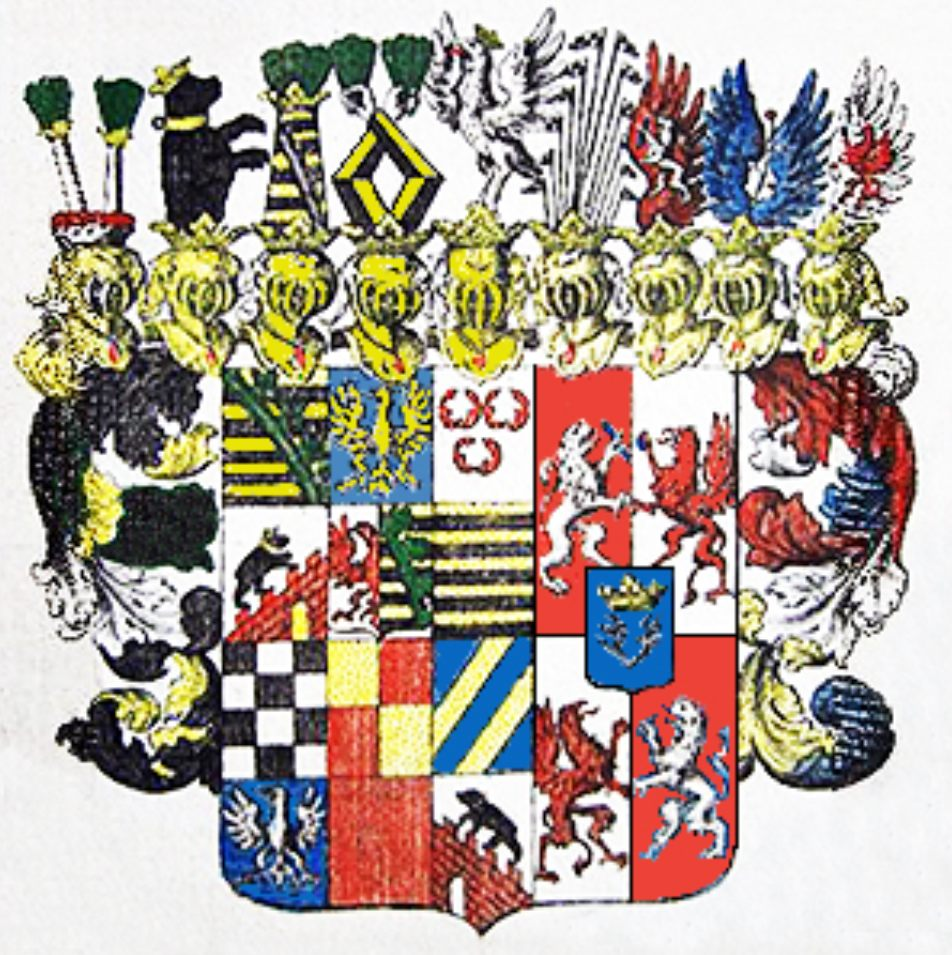
Anhalt-Bernburg-Schaumburg-Hoym (1718)

- Anhalt-Bernburg-Schaumburg-Hoym (1718) Friederike Auguste Sophie von Anhalt-Bernburg (1744–1827), durch Heirat seit 1764 Fürstin von Anhalt-Zerbst
- Pauline Prinzessin von Anhalt-Bernburg (1769–1820) durch Heirat seit 1796 Fürstin Pauline zur Lippe
- Lebrecht (Anhalt-Bernburg-Schaumburg-Hoym) (1669–1727), erster Fürst von Anhalt-Bernburg-Schaumburg-Hoym
- Viktor I. Amadeus Adolf (1693–1772), zweiter Fürst von Anhalt-Bernburg-Schaumburg-Hoym
- Karl Ludwig (1723–1806), dritter Fürst von Anhalt-Bernburg-Schaumburg-Hoym und holländischer General
- Viktor II. Karl Friedrich  (1767–1812), letzter Fürst von Anhalt-Bernburg-Schaumburg-Hoym
- Hermine von Anhalt-Bernburg-Schaumburg-Hoym (1797–1817), Erzherzogin von Österreich
- Emma von Anhalt-Bernburg-Schaumburg-Hoym (1802–1858), Prinzessin von Anhalt-Bernburg-Schaumburg-Hoym und von 1845 bis 1852 Regentin des Fürstentums Waldeck und Pyrmont

### Regierende Herzöge
- 1630 bis 1656 Christian II. von Anhalt-Bernburg (1599–1656)
- 1807 bis 1834: Alexius Friedrich Christian von Anhalt-Bernburg (1767–1834)
- 1834 bis 1863: Alexander Carl von Anhalt-Bernburg (1805–1863)